# Rio Belcina
O Rio Belcina é um rio da Romênia afluente do Rio Mureş, localizado no distrito de Harghita.